# Cantone di Fénétrange
Il Cantone di Fénétrange era una divisione amministrativa dell'arrondissement di Sarrebourg.
È stato soppresso a seguito della riforma complessiva dei cantoni del 2014, che è entrata in vigore con le elezioni dipartimentali del 2015.
Comprendeva i comuni di:
- Belles-Forêts
- Berthelming
- Bettborn
- Bickenholtz
- Desseling
- Dolving
- Fénétrange
- Fleisheim
- Gosselming
- Hellering-lès-Fénétrange
- Hilbesheim
- Mittersheim
- Niederstinzel
- Oberstinzel
- Postroff
- Romelfing
- Saint-Jean-de-Bassel
- Sarraltroff
- Schalbach
- Veckersviller
- Vieux-Lixheim